# مطار بايانور تيانجيتاي
مطار بايانور تيانجيتاي (بالإنجليزية: Bayannur Tianjitai Airport)‏ و(بالصينية: 巴彦淖尔天吉泰机场) (إياتا: RLK) مطار عام يقع بمدينة Tianjitai في ويوان ‏ في الصين. يبلغ طول المدرج 2600 م .

## شركات الطيران والوجهات
| شركـات طيـران         | الوجهات                                        |
| --------------------- | ---------------------------------------------- |
| طيران الصين           | مطار بكين العاصمة الدولي                       |
| Chengdu Airlines      | مطار تشنغدو تيانفو الدولي، مطار شيلينهوت       |
| China United Airlines | مطار بكين داشينغ الدولي                        |
| خطوط جونياو الجوية    | مطار شانغهاي بودنغ الدولي، مطار تشنغتشو الدولي |
| خطوط تيانجين الجوية   | مطار شيان شيانيانغ الدولي، مطار شيلينهوت       |

## وصلات خارجية
- http://www.flightstats.com/go/Airport/airportDetails.do?airportCode=RLK